# 競馬伝説Live!
競馬伝説Live!（けいばでんせつらいぶ）とはジークレストが開発・運営するオンライン競馬シミュレーションゲームである。
動作環境は、Windows 10の32bitと64bitに対応している。

## 概要
「競馬伝説」シリーズはパソコン通信時代の1997年からサービスが行われており、本作は『競馬伝説3』の後継作で第4作目。
プレイヤーは馬主となって競走馬の生産・育成を行い、オンライン上で行われるレースに出走させて他プレイヤーと競う。現実の1日がゲーム内の1週間となっており、52日で1シーズンが経過する。
当初は月額課金制であったが、後に基本料金を無料としプレミア会員（1200円/月）とアイテム課金制を導入した。無料会員はトレードができないなど制限が多いが一度プレミア会員になると無料には戻れない。
Yahoo!モバゲー版とニコニコアプリ版はブラウザで動作するブラウザゲームとなっており、一部の仕様が変更されている。

### プレイヤー数
2011年1月に累計登録数100万人突破と発表。ただし複数アカウント取得者が多く、実際のプレイヤー数はこれより少ない。
参考として、1アカウントにつき1回投票できるGIロトグランプリの投票数が下記のようになっている（期間内で最高の数値を記載）。
- 2008年春 - 総数16,674票 1サーバー平均1,283票（桜花賞） - 優勝はレジネッタ（父：フレンチデピュティ）
- 2008年秋 - 総数16,055票 1サーバー平均1,070票（ジャパンカップダート） - 優勝はカネヒキリ
- 2009年春 - 総数17,386票 1サーバー平均1,023票（日本ダービー） - 優勝はロジユニヴァース
- 2009年秋 - 総数15,740票 1サーバー平均874票（天皇賞（秋）） - 優勝はカンパニー
- 2010年春 - 総数16,396票 1サーバー平均863票（日本ダービー） - 優勝はエイシンフラッシュ
- 2010年秋 - 総数14,156票 1サーバー平均708票（菊花賞） - 優勝はビッグウィーク

プレイヤー層は30代〜40代の社会人が多い。
2008年12月現在、売上高は月間5000万円程度でジークレストの収益の50%を稼ぎ出している。

## サーバー
それぞれ競馬場に由来する名前がつけられている。
- βテスト時から存在 - ロンシャン、アスコット、エプソム、チャーチルダウンズ、ナド・アルシバ、大井
- 2006年開設 - ニューマーケット、シャティン、東京、阪神
- 2007年11月開設 - 中山、京都、札幌
- 2008年6月開設 - 新潟、中京
- 2009年
  - 3月11日開設 - 小倉、福島
  - 6月10日開設 - 函館
  - 11月25日開設 - 川崎
- 2010年8月4日開設 - 笠松
- 2012年5月30日開設 - ベルモントパーク

古参プレイヤーが有利というゲームの性質上、スタートダッシュ狙いのプレイヤーによる売上増が見込めるためか、一時期新規サーバーが過剰に作られたこともあり、1サーバーあたりの人口は減少傾向。
Yahoo!モバゲー
- 2010年9月21日開設 - 札幌
- 2010年10月6日開設 - 東京、阪神

ニコニコアプリ版
- 2010年12月9日開設 - 東京
- 2010年12月10日開設 - 阪神、中山、京都

## 沿革
- 2004年
  - 9月16日 - クローズドβテスト開始。
  - 11月9日 - オープンβテスト開始。
- 2005年
  - 1月13日 - 正式サービス開始。
  - 11月1日 - 基本料金無料化。
  - 12月21日 - アイテム課金開始。
- 2006年2月16日 - 有料カード伝説登場。
- 2007年
  - 3月7日 - 「限界突破」「蹄鉄」システムの実装。
  - 11月7日 - ハンゲームでのサービス開始。
- 2008年6月2日 - 「個性」「アビリティ」の概念を追加。
- 2009年8月19日 - 携帯電話やスマホからのモバイル調教機能を実装。後に出走登録・取消も可能になる。チャットやメールは利用できない。
- 2010年
  - 9月21日 - Yahoo!モバゲー版のサービスを開始。
  - 12月9日 - ニコニコアプリ版のサービスを開始。
- 2012年11月15日 - Yahoo!モバゲー版のサービスを終了。
- 2013年2月28日 - ニコニコアプリ版のサービスを終了。

## メインメニュー

### 厩舎
- 馬一覧 - 入厩させた競走馬の調教、餌カードの使用、出走登録・放牧などができる。→調教

### 牧場
- 馬一覧 - 競走馬や繁殖牝馬、種牡馬のデータ確認、入厩、仔馬の生産などが可能。→生産
- 種牡馬リスト - システムの種牡馬、自分が所有する種牡馬、カードとして持っている種牡馬などのデータを参照する。種付けには特定のアイテム等が必要な場合もある。
- 競走馬購入 - ゲーム内資金にて競走馬を購入する。毎時0分にリストが更新され、購入は早い者勝ち。
- セレクトセール - ゲーム内資金にて繁殖牝馬を購入する。毎時0分にリストが更新され、購入申請後毎時55分からの抽選が通った時に購入が成立する。イベントで特別な牝馬が登場することもある。
  - 当初は競走馬購入と同じく早い者勝ちであったが人気高額牝馬はリスト更新後数秒で売れてしまう（自動購入ツールが出回り、時期によっては手動購入は極めて困難だった）という問題があり、2008年3月に現在の形式に変更された。
- セリ市 - 他の馬主が売りに出す馬をオークション形式で購入する。無料会員は利用不可。
- ペット - ペットの飼育や解除が可能。解除したペットは戻ってこない（カードも消滅する）。

### 競馬場
- 番組表 - レースの結果・予定確認、出走登録ができる。
- 馬券購入 - 当日のリアルタイムなレースの観戦やパドック・オッズの参照、馬券を購入する。
- 照会 - 当たった馬券の即時払い戻し（還元）が可能だが、翌日には自動処理されている。
- フリー対戦 - 任意のレース部屋を作成する。競馬場や距離、コースの適性（芝またはダート）や全体公開あるいはプライベート（パスワードロック）での開催が可能。→フリーレース
- エキシビション - エキシビションレースの指示や獲得クエストの表示・破棄などを行う。

### コミュニティ
- メールBOX - お知らせや受信メールを開いたり新規メールを作成、メールやお知らせの削除を行う。馬主会（後述）の同報メールもこの機能を使う。
- トレード管理 - 他の馬主とアイテムやカード等のトレードを行う。無料会員は利用不可。
- 馬主検索 - 他の馬主の検索が可能。
- 馬検索 - 他厩舎の馬が検索可能。
- フレンドリスト - フレンドのメモを付与したり成績や持ち馬などのデータ参照、無視やフレンド承認・非承認の選択が可能。フレンド申請自体は【馬主検索】→友達ボタンの押出で行う。

### 馬主会
- 馬主会情報 - 所属する馬主会のお知らせやステータス・馬主会特典アイコン、メンバーや承認待ちリストの表示が可能。階級（役職）はメンバー一覧から確認する。
- 馬主会検索 - 現在の馬主会を一覧表示する。絞り込みもできる。
- 入会希望設定 - 馬主会の入会に関するコメントや勧誘許可の可否などを設定する。
- 入会希望者リスト - 馬主会の招待を受けているプレイヤーを表示する。
- 結成 - 新たに結成するには馬主会に未所属であるか、または所属の馬主会を退会して、なおかつ馬主レベルが4以上である必要がある。

### 事務所
- ステータス
  - 馬主情報 - 自分の所有馬や通算成績などを確認できる。画像のアップロードもこちらから行う。
  - 騎手情報 - 自厩舎の所属騎手のデータを見る。
  - 勝負服 - 騎手の勝負服の柄（6種類）と色（7種類×2）のパターンを設定する。
- 施設拡張 - 牧場の施設を拡張する。施設によっては、拡張条件が異なる。
- インフォメーション - イベント情報の確認、参加（馬券ロトの投票など）を行う。
- モバイル - モバイル機能の利用登録を行う。
- 設定 - BGMのオンオフや各種エフェクトの設定、チャット色の変更などを行う。

### 展示室
- 展示室 - ゲーム内で獲得したGI優勝カップの表示や、殿堂馬データの閲覧を行う。殿堂馬はGIレース3勝以上で自動登録されるが、任意の登録も可能。
- 所有馬ヒストリー - 歴代所有馬の記録を確認する。
- レコード - 『競馬伝説Live!』全体あるいは各競馬場のレコードを表示する。
- ランキング - 馬主、馬主会、馬券、競走馬、種牡馬、騎手の各ランキングを表示する。

### アイテム
所有カードの確認、ショップでのカード購入、カード伝説のプレイなどを行う。

## カード
様々な効果がありその数は3000種類を超える。
当初は100種類程度でフリーレースでカードを入手することでゲームが多少有利になる程度の位置付けだったが、アイテム課金制の導入以降は有料でしか入手できない高性能のカードが増えている。
課金アイテムは「KP」を使用して購入する。10KP=100円換算。

### カード伝説
ランダムにカードを入手できる。カード伝説コイン（非売品）や20KP（10連プレイの場合は200KP）を使用して行う「カード伝説GI」「繁殖編」「育成編」とゲーム内資金で行う「地方」がある（「カード伝説GI」ではカード伝説コインを使用できない）。現在では毎週水曜日の定期メンテナンスにてラインナップが更新されるのが通例となっている。目玉カードの当選確率は低く設定されている。

## ゲームシステム

### 全般
馬主レベル
レースで経験値を獲得することで馬主レベルがアップし、管理頭数の増加や施設の拡張などプレイが有利になる。
レベル10になるにはオープン勝利が必要。
馬主会
馬主同士でグループを作るシステム。最大64人まで所属できる。馬主会内で種牡馬を公開できる（種付けはプレミア会員のみ可能）、馬主会チャットやBBSが使用できるなどの機能がある。2007年より馬主会特典が実装され、レース成績に応じて上昇する馬主会レベルによって様々な特典を受けられるようになった。
チャット
全体、馬主会、1対1、対戦（フリーレースのルーム内）の各チャットがある。

### 調教
芝、ダート、ゲート練習、ウッドチップ、坂路、プール、併せがあり1日2回まで行える。1日1回餌カードを使用できる。
- 併せ調教の改変と限界突破の導入

当初は芝、ダート、ウッドチップ、坂路のそれぞれに単走と併せがあったが2007年3月のアップデートにより併せが独立した調教となった。併せ調教は調教2回分を消費し大幅に疲労が溜まる代わりに、馬の能力の限界値が上昇する「限界突破」が発生することがある。調教カードにより限界突破の発生率や効果を上げられる。
- アビリティ

2008年6月のアップデートで導入。調教時に馬の能力に影響を与える「アビリティ」を習得することがある。調教助手カードにより習得率を上げられる。EX種牡馬産駒のみ初期からボーナスアビリティを習得している。

### 生産
仔馬は種付けを行った翌日に2歳馬として生まれる。
種牡馬は現役時にGIを勝利していればサーバー全体に、それ以外は馬主会内に公開できる（他ユーザー馬の種付けはプレミア会員のみ可能）。
複雑な配合理論が存在するとのこと。
開始されたばかりのサーバーでない限り、一般種牡馬や無料カード種牡馬といったシステム種牡馬より、公開されたユーザー種牡馬のほうがステータスが高いが、基本的には公開されたユーザー種牡馬を利用するには月額会員にならなければならない。2010年には生産馬のステータスを上昇させる効果がある有料カード伝説限定のペットカード「オオクワガタ」が登場した。

### レース
毎日20時の土曜1Rから23時50分の日曜12Rまで10分おきに発走する。登録は4日前から前日まで可能。レースをリアルタイムで観戦するには発走3分前までに入室する必要がある。リアルタイム観戦しなかった場合、発走5分後から結果を閲覧可能。
2009年4月に3年ぶりの番組表更新が行われ、2009年度JRA番組表に対応した（クラス分けは旧制度のまま）。これにより、フェアリーステークスの移行やレパードステークスの追加が反映された。

#### フリーレース
自由にレース部屋を作成して他プレイヤーと対戦することができる。5人以上で行うとランダムでカードを取得できる。
当初は1着が一番カードが出やすく、カードを効率良く集めるために「参加者は5人限定でホストに1着を譲る（5限ホ1）」という暗黙のマナーが定着していた。2009年6月24日のアップデートで着順はカード取得率に影響しないよう変更され現在ではフルゲート（参加者18人）、着順不問で行うのが通常となっている。

## 出来事
- ジークレストは『競馬伝説Live!』の公式サイト上やプレスリリース・広告等において「JRA公認」を謳い文句にしていた。しかし2006年10月19日にJRAが「正式な許可を得ていないにも係わらずオンライン競走馬育成シミュレーションゲームなどと称して会員、会費を募るインターネットサイトが存在する」と発表したため、公認というのは嘘ではないかという噂がユーザーの間で広まった。この件についてジークレストは同年12月8日、「競馬場名の使用についてJRAの許可を得たが、公認という表現が適切でないという指摘をJRAより受けた」としてJRA公認の表記を削除した。
- 2009年11月25日のアップデートにて画面デザイン・インターフェースの大幅変更が行われた。しかし操作性が非常に悪いものであったことから元に戻してほしいという批判が公式ブログに殺到した[7]。現在では改善が行われている。
- 2010年2月10日から8月4日にかけて「満足度100% 面白くなかったら2,000円プレゼントキャンペーン」という企画を行っていた。このキャンペーンは期間内にプレイしてもらい、面白いと感じていただけなかった場合にアカウントと引き換えに2,000円がもらえるというもの。但し2月10日以降に新規登録されたアカウントで、かつレベル10以上という条件がある。

レベル10になるためには最低でもオープンクラス勝利しなければならないため新規プレイヤーが期間内にレベル10になるのは非常に難しく、また既存ユーザーは対象外のため面白くないと感じているユーザーがいてもキャンペーン対象外とされる可能性が高い。
- 2010年8月12日から9月15日にかけて「第1回 ワールド対抗最強馬主決定戦」が開催された。内容は各サーバーのそのシーズンのダービー馬による対抗戦であり、Ustreamによる生中継や、実際の競馬を対象としたものと同様のロトが行われた。この決勝戦にて、1頭の馬が差し脚質にもかかわらず先行の戦法を取って惨敗するという不可解な結果に終わったため、運営が脚質の登録ミスをしたのではないかとユーザーの間で疑われている（本作のレース仕様では指示と違う戦法を取ることはない）運営はTwitter上でミスは無かったとコメントしている。
- 2010年1月27日、有料カード伝説限定の「功労馬」カードが2月10日をもって登場を打ち切ると発表され、最後の入手チャンスとしてキャンペーンが行われた。しかし9月22日にカード伝説のコンプリート特典としてこの功労馬カードが再登場した。こうした商法にユーザーからは批判も起きている。

## 問題点
現状存在する問題点
- 馬券のオッズが一部不自然になっている（馬券で稼ぎやすくするための意図的な救済仕様の可能性もある）。
- アイテムショップのランキングが2007年頃から更新されないままとなっている。それ以降に登場したアイテムが全くランクインしていない等、実情を反映しているのか疑わしい。
- 地方カード伝説の出現カードは告知無く下方修正が行われているとみられ、出現確率の表示と体感が大きく異なっている。

一部のカードはユーザーに騒がれてから表示が異なっていたことを認めた。
- 2011年7月にカード騎手が導入されてから、同一競走に同じ騎手が乗った騎乗馬が複数参戦するようになり、リアリティを損ねている。

修正された問題点
- 血統表にて、パワーと瞬発力の因子が逆に表示されていた（開始当初〜2009年11月）。
- ゲーム内のメール機能は当初送信履歴が残らない仕様であった（開始当初〜2010年4月）。
- カード種牡馬産駒の種牡馬入り時、「遺伝」パラメータがそのカードのものではなく、同名の一般種牡馬の遺伝力を参照して決定されていた（ユーザーの間で「遺伝詐欺」と呼ばれていた。2006年頃〜2011年8月）。

## キャラクター
競馬伝説Live!の中には、プレイヤーをサポートしてくれるキャラクターが多数存在する。調教助手の名前はタレントの名前の一部を変えたものが多い。

### ヘルプキャラクター
柏木
プレイヤーのお手伝いをする牧場長。優れた相馬眼があり、生まれたばかりの馬の大体の能力を教えてくれる。また馬主会の新規メンバー入会のお知らせや競馬伝説のキャンペーンの告知も行う。
当初は「やたらハイで変なテンションのオッサン」という設定だった。女性から相手にされないため、バレンタインデーなどにおいてはプレイヤーが貰ったチョコをたかろうとする。
そのお返しとして「熱い気持ち」や「熱い視線」をくれるが気味が悪い上、1ヶ月以上たたないと何と交換できるのかわからない。
たまに結婚の噂がたったりするが、嘘である可能性が高い。
川村千春
アイテムショップの店員。
川村千夏
プレイヤーのお手伝いをする厩務員。厩舎にいる馬の状態や調教・レースの結果、また愛馬の近況や弱点などを教えてくれる。千春、千秋という兄弟がいる。
ちなみに苗字は『競馬伝説Live!』の男性プロデューサーの名前からとられている。
入山
女性事務員。ファンメールのお知らせや競馬伝説のキャンペーンのお知らせを送ってくる。
矢野千佳
坂路の調教を得意とする調教助手。友人の千夏に誘われ調教助手となった。動物好きで気立てが良く、優しい性格。
滝本沙織
坂路の調教を得意とする調教助手。牧場の近所に住んでいる天然系おてんば娘。

#### 過去に存在していたヘルプキャラクター
厩務員川村
川村姉妹の父で元厩務員。現在は千夏が厩務員を務めているため、登場しなくなっている。

### 調教助手
浅田純
坂路の調教を得意とする調教助手。ギャンブル好き。
田中卓
ウッドの調教を得意とする調教助手。柏木の友人。
田中みえ
ダートの調教を得意とする調教助手。田中卓の妻。面倒見が良いらしい。

#### 過去に存在していた調教助手
川村千秋
川村家の姉妹で"過去に存在していた"調教助手扱いとなっている。カードを保有していれば、現在でも使う事ができる。

### 蹄鉄師
蹄鉄師川村
蹄鉄師のおじいさん。川村姉妹から見て祖父に当たる人物で、ゲーム上では苗字が川村かどうかはわかっていなかったが、2011年1月21日のお知らせで川村姓である事が判明した。蹄鉄をつけると、時々拾ったレアアイテムをくれる。